# Sint-Albertuskerk (Zwartberg)

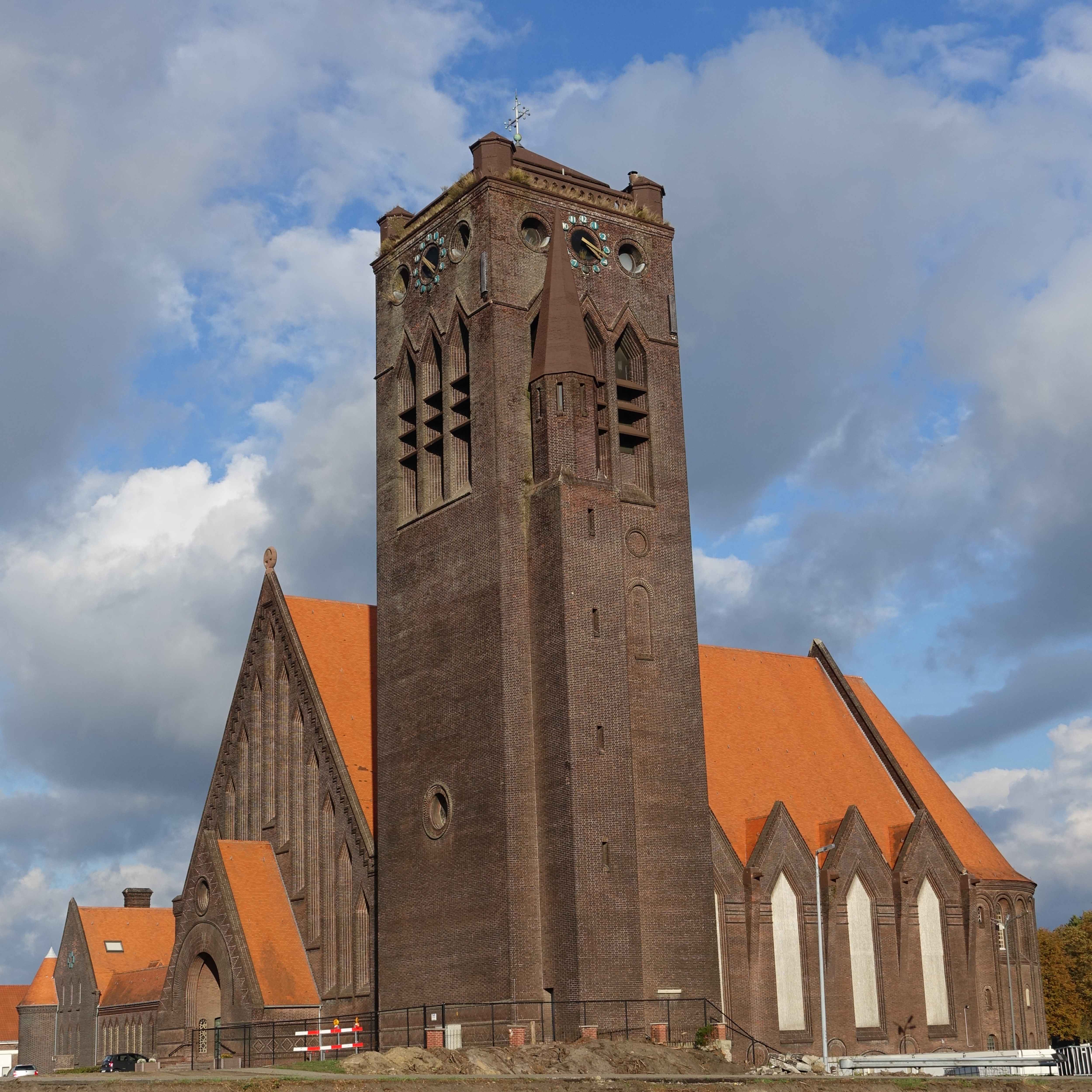
Sint-Albertuskerk

De Sint-Albertuskerk is een zogeheten mijnkathedraal die zich bevindt aan het kerkplein te Zwartberg.
Deze bakstenen zaalkerk werd gebouwd in de periode 1939-1941 naar ontwerp van Henri Lacoste. Het bakstenen gebouw heeft een zeer massieve aangebouwde toren, waarbij het eigenlijke kerkgebouw, voorzien van een hoog en steil zadeldak, bijna in het niet valt. De toren is geconcipieerd naar het voorbeeld van de toren van de Sint-Niklaaskerk te Veurne.
De voorgevel wordt gekenmerkt door de diepe, hoge mijtervormige vensters, waarin kristalglas in beton is gevat. Dit was in die tijd een nieuwigheid. Het ingangsportaal heeft een zadeldak dat evenwijdig is aan dat van het kerkgebouw.
Het interieur van de kerk is schemerdonker. Het bevat een bronzen kandelaar, een 9 meter hoge Barbaratoren en Venetiaans glasmozaïek. Het altaar, de ciborie en de beide ambonen werden ontworpen door Henri Lacoste.
De kerk vormt met de pastorie een harmonieus ensemble. De pastorie is via een overdekte gang met de kerk verbonden.